# WTA 125K 2012
WTA 125K 2012 představoval premiérový ročník mezinárodních tenisových turnajů v rámci série WTA 125, střední úrovně ženského profesionálního tenisu organizované Ženskou tenisovou asociací (WTA). Okruh zahrnoval dva asijské turnaje.
Série se odehrávala v závěru sezóny mezi říjnem a listopadem 2012. Každá událost měla rozpočet 125 000 dolarů, což odráželo pojmenování okruhu. Historicky prvním turnajem se stal OEC Taipei WTA Ladies Open 2012 v Tchaj-peji, na němž ovládla singlovou i deblovou soutěž 19letá Francouzka Kristina Mladenovicová. Získala tak první titul z dvouhry turnaje organizovaného WTA.
O týden později triumfovala 18letá Ukrajinka Elina Svitolinová na punéském Royal Indian Open, když ve finále zdolala o 24 let starší japonskou veteránku Kimiko Dateovou-Krummovou. Rovněž Svitolinová si odvezla premiérovou trofej WTA. V případě triumfu mohla Dateová-Krummová překonat věkový rekord Billie Jean Kingové jako nejstarší šampionka turnaje pořádaného organizací WTA.

## Přehled turnajů
Tabulka uvádí vítězky a finalistky dvouhry i čtyřhry, dále pak semifinalistky a čtvrtfinalistky dvouhry. Zápis –D/–Q/–Č uvádí počet hráček dvouhry/hráček kvalifikace dvouhry/párů čtyřhry.
| Týden od     | Turnaj                                                                                               | Vítězky                                                 | Finalistky                              | Semifinalistky                            | Čtvrtfinalistky                                                      |
| ------------ | --- | ------------------------------------------------------- | --------------------------------------- | ----------------------------------------- | -------------------------------------------------------------------- |
| 29. října    | OEC Taipei Ladies Open Tchaj-pej, Tchaj-wan 125 000 $ – koberec (hala) 32D/16Q/16Č dvouhra • čtyřhra | Kristina Mladenovicová 6–4, 6–3                         | Čang Kchaj-čen                          | Kurumi Naraová Misaki Doiová              | Zarina Dijasová Kimiko Date-Krummová Ajumi Moritová Olga Govorcovová |
| 29. října    | OEC Taipei Ladies Open Tchaj-pej, Tchaj-wan 125 000 $ – koberec (hala) 32D/16Q/16Č dvouhra • čtyřhra | Čan Chao-čching Kristina Mladenovicová 5–7, 6–2, [10–8] | Čang Kchaj-čen Olga Govorcovová         | Kurumi Naraová Misaki Doiová              | Zarina Dijasová Kimiko Date-Krummová Ajumi Moritová Olga Govorcovová |
| 5. listopadu | Royal Indian Open Puné, Indie 125 000 $ – tvrdý 32D/16Q/16Č dvouhra • čtyřhra                        | Elina Svitolinová 6–2, 6–3                              | Kimiko Date-Krummová                    | Andrea Petkovicová Tamarine Tanasugarnová | Nina Bratčikovová Luksika Kumkhumová Donna Vekićová Misaki Doiová    |
| 5. listopadu | Royal Indian Open Puné, Indie 125 000 $ – tvrdý 32D/16Q/16Č dvouhra • čtyřhra                        | Nina Bratčikovová Oxana Kalašnikovová 6–0, 4–6, [10–8]  | Julia Glušková Noppavan Lertčívakarnová | Andrea Petkovicová Tamarine Tanasugarnová | Nina Bratčikovová Luksika Kumkhumová Donna Vekićová Misaki Doiová    |

## Rozpočet a body
Dotace každého turnaje činila 125 000 dolarů, což odrážel název série. Ubytování a stravování – tzv. hospitality, byly na turnajích automaticky zajištěny organizátory. Vítězky si do žebříčku WTA připsaly 160 bodů a finalistky pak 117 bodů.
| dvouhra | 160 | 117 | 85 | 44 | 22 | 1 | 6 |
| čtyřhra | 160 | 117 | 85 | 44 | 1  | — | — |

## Přehled titulů

### Tituly podle tenistek
| celkem | tenistka                     | dvouhra | čtyřhra | dvouhra | čtyřhra |
| ------ | ---------------------------- | ------- | ------- | ------- | ------- |
| 2      | Kristina Mladenovicová (FRA) | ●       | ●       | 1       | 1       |
| 1      | Elina Svitolinová (UKR)      | ●       |         | 1       | 0       |
| 1      | Nina Bratčikovová (RUS)      |         | ●       | 0       | 1       |
| 1      | Čan Chao-čching (TPE)        |         | ●       | 0       | 1       |
| 1      | Oxana Kalašnikovová (GEO)    |         | ●       | 0       | 1       |

### Tituly podle státu
| Celkem | Stát             | dvouhra | čtyřhra |
| ------ | ---------------- | ------- | ------- |
| 2      | Francie          | 1       | 1       |
| 1      | Ukrajina         | 1       | 0       |
| 1      | Čínská Tchaj-pej | 0       | 1       |
| 1      | Gruzie           | 0       | 1       |
| 1      | Rusko            | 0       | 1       |